# Edoardo Lancini
Edoardo Lancini (Chiari, 10 aprile 1994) è un calciatore italiano, difensore del Campobasso.

## Carriera

### Club

#### Inizi a Brescia e prestito a Novara.
Inizia a giocare a calcio all’età di 6 anni nell'Uesse Sarnico, società dilettantistica lombarda nella quale milita per otto stagioni.
Nel 2009 si trasferisce Lumezzane, dove si mette in mostra, nelle giovanili del club.
La sua esperienza in maglia rossoblù dura un anno, dato che durante la sessione di calciomercato estiva successiva si trasferisce a titolo definitivo al Brescia dove viene inizialmente inserito nella formazione giovanile. Nella stagione 2013-2014 dopo essere stato inserito in prima squadra, debutta da subentrato il 10 maggio 2014, a 20 anni, nella partita di Serie B, Reggina-Brescia (1-1).
Durante la stagione successiva, trova più spazio giocando spesso da titolare, andando anche a segno per la prima volta in carriera, il 15 febbraio 2016, segnando con la maglia delle rondinelle la rete del pareggio, nella partita interna contro l'Ascoli terminata sul punteggio di 2-2.
Il 31 gennaio 2017, viene ceduto in prestito con diritto di riscatto al Novara. Il 4 marzo successivo segna la sua prima rete con la maglia azzurra, nella vittoria in trasferta per 2-1 sempre contro l'Ascoli.
Tornato a Brescia nell'estate 2017 disputa tuttavia poche gare. Successivamente nella stagione 2018-2019, nella vittoria per 1-0 in casa contro l'Ascoli, del 1º maggio 2019, conquista matematicamente con la società lombarda, la promozione in Serie A.

#### Palermo ed Entella
Nell'estate 2019 si trasferisce in Serie D al Palermo. Il 12 giugno 2022, nel match finale di playoff contro il Padova disputato allo stadio Renzo Barbera di Palermo, insieme alla sua squadra ottiene la vittoria e la promozione in Serie B. In serie cadetta gioca però solo 3 volte e alla fine della stagione 2022-2023 rimane svincolato.
Il 1º agosto 2023, firma per la Virtus Entella, in Serie C.

#### Ritorno al Novara
Il 4 gennaio 2024, viene acquistato dal Novara, sempre in Serie C, con cui firma un contratto valido fino al 30 giugno 2025; torna così in Piemonte a quasi sette anni dall'ultima volta.

#### Pescara
il 21 gennaio 2025 viene acquistato a titolo definitivo dal Pescara.

## Statistiche

### Presenze e reti nei club
Statistiche aggiornate al 7 giugno 2025.
| Stagione        | Squadra         | Campionato      | Campionato | Campionato | Coppe nazionali | Coppe nazionali | Coppe nazionali | Coppe continentali | Coppe continentali | Coppe continentali | Altre coppe | Altre coppe | Altre coppe | Totale | Totale |
| Stagione        | Squadra         | Comp            | Pres       | Reti       | Comp            | Pres            | Reti            | Comp               | Pres               | Reti               | Comp        | Pres        | Reti        | Pres   | Reti   |
| --------------- | --------------- | --------------- | ---------- | ---------- | --------------- | --------------- | --------------- | ------------------ | ------------------ | ------------------ | ----------- | ----------- | ----------- | ------ | ------ |
| 2013-2014       | Brescia         | B               | 2          | 0          | CI              | 0               | 0               | -                  | -                  | -                  | -           | -           | -           | 2      | 0      |
| 2014-2015       | Brescia         | B               | 11         | 0          | CI              | 0               | 0               | -                  | -                  | -                  | -           | -           | -           | 11     | 0      |
| 2015-2016       | Brescia         | B               | 23         | 1          | CI              | 0               | 0               | -                  | -                  | -                  | -           | -           | -           | 23     | 1      |
| 2016-gen. 2017  | Brescia         | B               | 9          | 0          | CI              | 0               | 0               | -                  | -                  | -                  | -           | -           | -           | 9      | 0      |
| gen.-giu. 2017  | Novara          | B               | 13         | 1          | CI              | 0               | 0               | -                  | -                  | -                  | -           | -           | -           | 13     | 1      |
| 2017-2018       | Brescia         | B               | 17         | 0          | CI              | 1               | 0               | -                  | -                  | -                  | -           | -           | -           | 18     | 0      |
| 2018-2019       | Brescia         | B               | 3          | 0          | CI              | 2               | 0               | -                  | -                  | -                  | -           | -           | -           | 5      | 0      |
| Totale Brescia  | Totale Brescia  | Totale Brescia  | 65         | 1          |                 | 3               | 0               |                    | -                  | -                  |             | -           | -           | 68     | 1      |
| 2019-2020       | Palermo         | D               | 23         | 2          | CI-D            | 1               | 0               | -                  | -                  | -                  | -           | -           | -           | 24     | 2      |
| 2020-2021       | Palermo         | C               | 13+4       | 1          | -               | -               | -               | -                  | -                  | -                  | -           | -           | -           | 17     | 1      |
| 2021-2022       | Palermo         | C               | 26+7       | 1          | CI-C            | 2               | 1               | -                  | -                  | -                  | -           | -           | -           | 35     | 2      |
| 2022-2023       | Palermo         | B               | 3          | 0          | CI              | 1               | 0               | -                  | -                  | -                  | -           | -           | -           | 4      | 0      |
| Totale Palermo  | Totale Palermo  | Totale Palermo  | 65+11      | 4          |                 | 4               | 1               |                    | -                  | -                  |             | -           | -           | 80     | 5      |
| 2023- gen.2024  | Entella         | C               | 6          | 0          | CI-C            | 1               | 0               | -                  | -                  | -                  | -           | -           | -           | 7      | 0      |
| gen.-giu. 2024  | Novara          | C               | 12         | 0          | CI-C            | 0               | 0               | -                  | -                  | -                  | -           | -           | -           | 12     | 0      |
| 2024-gen. 2025  | Novara          | C               | 15         | 1          | CI-C            | 1               | 0               | -                  | -                  | -                  | -           | -           | -           | 16     | 1      |
| Totale Novara   | Totale Novara   | Totale Novara   | 40         | 2          |                 | 1               | 0               |                    | -                  | -                  |             | -           | -           | 41     | 2      |
| gen.-giu. 2025  | Pescara         | C               | 8+7        | 2          | CI-C            | 0               | 0               | -                  | -                  | -                  | -           | -           | -           | 15     | 2      |
| 2025-2026       | Campobasso      | C               | -          | -          | CI-C            | -               | -               | -                  | -                  | -                  | -           | -           | -           | -      | -      |
| Totale carriera | Totale carriera | Totale carriera | 202        | 9          |                 | 9               | 1               |                    | -                  | -                  |             | -           | -           | 211    | 10     |

## Palmarès

### Club

#### Competizioni nazionali
- Campionato italiano di Serie B: 1

Brescia: 2018-2019

#### Competizioni interregionali
- Serie D: 1

Palermo: 2019-2020 (girone I)